# Sitora Alimjanova
Sitora Alimjanova  (Uzbekistán, Ferganá; 1 de diciembre de 1992), es un cantante, y actriz de cine de origen uzbeko. La cantante fue galardonada con el Premio Estatal Orden de Shon Sharaf en 2020.
Sitora Alimjanova también ha logrado un gran éxito en la actuación. Sitora Alimjanova recibió amplio reconocimiento y aclamación en Uzbekistán después de protagonizar el drama uzbeko de 2010 "Sen ketma" (melodrama). Desde entonces, ha protagonizado muchas películas de comedia uzbekas. En particular, las películas "Janob hot dokchi", que se proyectaron en las pantallas gigantes en 2018, y "Yuraklar jangi" le dieron gran fama a la actriz.

## Vida y carrera
Sitora Alimjanova nació el 1 de diciembre de 1992 en la ciudad de Fergana en una familia de intelectuales. Estudió en el internado de arte de Fergana (universidad) de 2005 a 2009.
Saltó a la fama dentro de la industria cinematográfica uzbeka con sus papeles en varias películas de comedia uzbekas populares, como Sen ketma (No te vayas) (2011), Koreyalik kelin! (Novia coreana) (2012), y Ayriliq (Separación) (2013). Alimjanova logró cierto reconocimiento internacional después de actuar en la película de 2011 Mr. Hot Dog dirigida por Qobil Karimberdiyev. En 2017, Alimjanova protagonizó muchas series e interpretó a uno de los personajes principales de la serie "Young Moon". En 2018, la serie "Yuraklar jangi", filma en cooperación entre Turquía y Uzbekistán, llamó mucho la atención sobre Alimjanova. En 2020, Alimjanova interpretó al personaje principal de la serie "Love" basada en eventos de la vida, y este papel aumentó aún más la demanda de Alimjanova. En 2022, Alimjonova encarnará a dos personajes de las series "Yur Muhabbat" y "Parikhana".

## Vida privada
Alimjanova se casará en 2017 Alimjonova tendrá un hijo en 2020 Alimjonova will have a child in 2020. En 2021, Alimjanova se divorciará de su esposo.

## Discografía

### Videos musicales
| Año  | Título        | Director |
| ---- | ------------- | -------- |
| 2015 | "Bo’ladi"     |          |
| 2019 | "Gap"         |          |
| 2018 | "Yo’g’uborim" |          |
| 2020 | "Opajonim"    |          |

## Filmografía
A continuación se muestra una lista ordenada cronológicamente de películas en las que ha aparecido Sitora Alimjanova
| Año  | Película                  | Role    | Árbitra |
| ---- | ------------------------- | ------- | ------- |
| 2010 | "Sen ketma"               |         | [ 13 ]  |
| 2012 | "Koreyalik kelin"         | Shirin  | [ 14 ]  |
| 2013 | "Janob hot dokchi"        | Durdona | [ 15 ]  |
| 2013 | "Kuyovmisan kuyov"        |         | [ 16 ]  |
| 2014 | "Ayriliq"                 | Madina  |         |
| 2014 | "Muhabbatimsan"           |         |         |
| 2015 | "7 Olam"                  |         | [ 17 ]  |
| 2016 | "Meni sev"                |         |         |
| 2016 | "Ko’z yoshi 2"            |         |         |
| 2016 | "Salom sevgi hayir sevgi" |         |         |
| 2017 | "Yoqotilgan jannat"       |         |         |
| 2017 | "Egzak oshiqlar"          |         |         |
| 2017 | "Sevadi sevmaydi"         |         | [ 18 ]  |
| 2017 | "Voy dod 2"               |         |         |
| 2017 | "Yig’ladim sensiz"        |         |         |
| 2017 | "Koreyadagi sevgi"        |         |         |
| 2017 | "Jonim yig’loqi"          |         | [ 19 ]  |
| 2017 | "Salom sevgi"             |         |         |
| 2017 | "Taqdir hazili"           |         |         |
| 2017 | "Hechkim biomasin"        |         |         |
| 2018 | “Begunox"                 |         |         |
| 2018 | "Qaysar sevishganlar"     |         |         |
| 2019 | "Istanbullik Milliarder"  |         | [ 20 ]  |

### Série
| Año  | Película                               | Árbitra | Ref    |
| ---- | -------------------------------------- | ------- | ------ |
| 2015 | Avtotest (Autotest)                    |         |        |
| 2017 | Yosh oila (Young family)               |         |        |
| 2018 | Yuraklar jangi (A battle of the heart) |         |        |
| 2020 | Sevgi (Love)                           | Sevgi   |        |
| 2020 | Qochoq (Fugitive)                      |         |        |
| 2021 | Shukurona (Thank you)                  |         |        |
| 2021 | Ayol qasosi (A woman's revenge)        |         |        |
| 2022 | Tikan (A thorn)                        |         |        |
| 2022 | Yur Muhabbat (Go Love)                 | Zaynab  | [ 21 ] |
| 2022 | Parixona (Fairy house)                 | Pari    |        |

| Año  | Título de la canción | Artista               |
| ---- | -------------------- | --------------------- |
| 2012 | Sen ketma            | Shoxruxon             |
| 2013 | Sog’inib             | Ulug’bek Raxmatullaev |
| 2016 | Balki tun            | Brnom                 |
| 2016 | Oppog’oy             | Oybek Nigora          |
| 2017 | Gapir-gapir          | Rashid Halikov        |
| 2019 | Hijron               | Baxrom Nazarov        |
| 2020 | Aldama               | Alisher Zokirov       |
| 2021 | Majbur               | Sardor Tairov         |
| 2022 | Jonim                | Umidaxon              |

## Premios
- La mejor actriz de 2016
- En 2017, ganó MY5 como Mejor Actriz.